# مائو (ابزار تست)
مائو ابزاری برای تست نرم‌افزار که به صورت نرم‌افزار آزاد می‌باشد. این ابزار برای آزمایش کلاس‌های کتابخانهٔ جاوا از سوی اعضای گروه کافی، گنو کلاس پث، جی‌سی‌جی‌ ارائه شد.  برخلاف پروژه‌های مشابه مانند جی‌ یونیت، مائو برای اجرا بر روی ماشین‌های مجازی جاوا طراحی شد. این برنامه‌ برای آزمایش ماشین‌هایی که هنوز بخشی از آن‌ها کامل نشده‌بود و تحت توسعه قرار داشتند طراحی شده طراحی شده و میزان سازگاری با ماشین مجازی جاوای سان را بررسی می‌نمود. به همین خاطر مائو متدها آزمایشی را با نامشان کشف نمی‌کرد. مائو قادر به آزمایش برنامه‌های کاربردی جاوا نیز بود که تحت اجازه‌نامهٔ اجازه‌نامه عمومی همگانی گنو منتشر شد.

## مثال
مثال از برنامهٔ «سلام دنیا! در مائو»
```
  
//تگ‌ها: جی‌دی‌کا ۱.۴

  
public
 
class
 
HelloWorld
 
implements
 
Testlet
 
{

    
// آزمایش اینکه 2*3=6 است.

    
public
 
void
 
test
(
TestHarness
 
harness
)
 
{

      
harness
.
check
(
3
*
2
,
 
6
,
 
"Multiplication failed."
);
    

    
}

  
}

```

## پیوند
- صفحه‌‌ی خانگی مائو